# Storia della Regione Siciliana
La storia della Sicilia contemporanea comprende il periodo che va dalla nascita della Regione Siciliana nel 1946 ad oggi.

## Verso l'autonomia
L'antica tendenza all'autonomia dei siciliani divenne realtà con l'istituzione della Regione Siciliana, tramite l'emanazione del regio decreto 15 maggio 1946 che concedeva l'autonomia speciale. Dopo la fallita indipendenza e il compromesso autonomista raggiunto col Regno d'Italia, l'indipendentismo siciliano andò sempre più scemando e i consensi elettorali nei confronti dei partiti separatisti furono sempre più bassi. Molti "capibastone" che il fascismo aveva mandato al confino come mafiosi, erano stati messi dopo il luglio 1943 al comando dei paesi dalle truppe alleate, si infiltrarono nei ricostituiti partiti italiani.
Lo statuto speciale siciliano, emanato da Umberto II di Savoia il 15 maggio 1946 (quindi precedente alla Costituzione della Repubblica italiana, che lo ha recepito con la legge costituzionale n. 2 del 1948), diede vita alla Regione Siciliana, prima ancora della nascita della Repubblica Italiana.

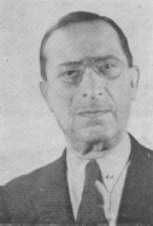
Il leader del MIS Andrea Finocchiaro Aprile

L'autonomismo fu un modo per svuotare il movimento separatista, guidato dal Movimento Indipendentista Siciliano, che all'indomani dello sbarco alleato era uscito dalla clandestinità in cui era stato sotto il periodo fascista, chiedendo l'affrancamento della Sicilia dallo Stato Italiano, e che ebbe anche un'organizzazione paramilitare, l'Esercito Volontario per l'Indipendenza della Sicilia guidato da Antonio Canepa, e in cui poi fu arruolato anche il bandito Salvatore Giuliano. Svanì quasi subito invece l'idea che la Sicilia divenisse uno Stato federato agli Stati Uniti d'America. Quando gli Stati Uniti riuscirono a bloccare la minaccia di Mosca e di Tito sul nord-est dell'Italia, questi abbandonarono a sé stessi l'E.V.I.S e il M.I.S., al quale non restò altro che partecipare alle elezioni per l'Assemblea costituente del 2 giugno 1946, alle elezioni del primo Parlamento regionale nell'aprile 1947, e alle politiche del 1948, per il Parlamento nazionale, dove ottenne alcuni seggi (Andrea Finocchiaro Aprile, Attilio Castrogiovanni).
Il 1º maggio 1947, pochi giorni dopo le prime elezioni per l'Assemblea regionale siciliana, avvenne il primo grave fatto di sangue dell'Italia repubblicana: la strage di Portella della Ginestra, compiuto dagli uomini del bandito Giuliano.

## Le elezioni e i primi Governi regionali
Nell'aprile del 1947 veniva eletto il primo parlamento siciliano, composto da 90 deputati, che il 30 maggio eleggeva il primo governo regionale.
Alle elezioni del 1947 per l'Assemblea regionale siciliana il MIS ottenne dieci deputati e scomparve già alle elezioni del 1951.

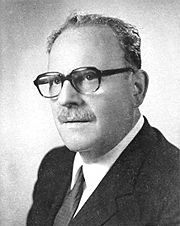
Il primo presidente della Regione Giuseppe Alessi

Il primo governo regionale (25 maggio 1947) fu formato con un monocolore DC, e con il sostegno esterno dei Monarchici e dei liberali.
Ben presto la speranza autonomista di uno sviluppo delle condizioni economiche dell'isola, portata avanti da presidenti della Regione come Giuseppe Alessi e Franco Restivo si rivelano illusorie.
La storia politica di sessant'anni di autonomia speciale in Sicilia, e dei suoi governi, ha vissuto momenti di vivacità, che hanno portato a definire la politica siciliana una sorta di "Laboratorio politico", e altri più bui. Il 30 ottobre 1958 Silvio Milazzo della DC venne eletto presidente della Regione Siciliana con i voti, all'Assemblea regionale siciliana, dei partiti di destra e di sinistra, contro il candidato ufficiale del suo partito. Espulso dalla DC, nel suo primo governo, ci furono insieme esponenti del PCI e del MSI, "in nome dei superiori interessi dei siciliani", dissero il segretario regionale del PCI Emanuele Macaluso e il capogruppo all'Ars del MSI Cataldo Grammatico. Grammatico nelle sue memorie definì quella prima fase del milazzismo come una "Rivolta siciliana", che non avrebbe più avuto nella seconda fase.
Diede poi vita, con un gruppo di deputati regionali, a un nuovo partito politico, Unione Siciliana Cristiano Sociale, che ottenne 10 deputati all'Ars nelle elezioni regionali del 1959. Milazzo il 12 agosto 1959 formò un secondo governo, dove però non entrò più il MSI.
Questo secondo governo ebbe allora un sostegno variegato, dalle sinistre, ai monarchici, ai vertici di Sicindustria, allora guidata da Domenico La Cavera, faccendieri come Vito Guarrasi e Graziano Verzotto, fino a esponenti vicini alla mafia. Ideologhi in quella fase furono Ludovico Corrao e il deputato nazionale Francesco Pignatone.
L'esperimento di Milazzo, dopo un altro breve governo, entrò in crisi nel febbraio 1960, quando un suo esponente, Benedetto Majorana della Nicchiara, fu convinto dai maggiorenti DC ad accettare la carica di presidente della Regione, al posto dello stesso Milazzo. Una crisi dovuta anche a uno scandalo, con un tentativo di corruzione denunciato da un deputato DC, cui erano stati promessi da due esponenti dell'USCS 100 milioni per votare a favore del governo.

## Regione imprenditrice e infiltrazione mafiosa
Gli anni sessanta sono contraddistinti dai governi della Democrazia Cristiana e dalla nascita della "Regione imprenditrice". Si trattò di una fase politica che pone al centro di tutto l'intero apparato dei partiti di allora, chiamato a gestire discutibili iniziative industriali. Con la nascita della So.Fi.S, la prima società finanziaria pubblica costituita in Italia, nata proprio negli anni del milazzismo, la Regione acquisiva quote ed azioni di società nate già fuori da logiche di mercato. Si trattava, in particolare, di aziende in difficoltà economiche e spesso sorgevano imprese solo per usufruire dei finanziamenti erogati dalla Sofis. intorno alla metà degli anni sessanta, vengono istituiti quattro enti economici regionali: l'Ente Minerario Siciliano, Ente siciliano per la promozione industriale, l'AZASI e l'Ente Sviluppo Agricolo). Furono gli anni anche degli investimenti in Sicilia dell'Eni di Enrico Mattei.

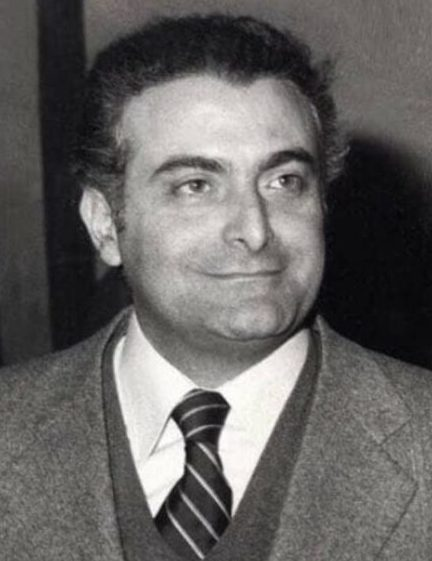
Il presidente della Regione Piersanti Mattarella, ucciso dalla mafia

Tra gli anni sessanta e settanta avvenne una delle più grandi speculazioni edilizie della storia siciliana, il cosiddetto sacco di Palermo. Durante tale periodo gran parte della Conca d'Oro e intere borgate vennero inglobate da un'espansione edilizia dissennata e abnorme, spesso promossa dalle collusioni tra mafia e politica (ne sono un chiaro esempio le relazioni tra il sindaco di allora Salvo Lima e l'assessore ai lavori pubblici Vito Ciancimino, entrambi democristiani, e l'emergente mafia corleonese) e furono letteralmente distrutti numerosi reperti artistici e architettonici di grande interesse. Interessi politico-mafiosi che portarono a decine di omicidi eccellenti: a settembre del 1970 era stato sequestrato il giornalista de L'Ora, Mauro De Mauro (e mai più ritrovato) e il 5 maggio 1971 una sventagliata di mitra uccideva il procuratore Pietro Scaglione e il suo autista. A Palermo, nella notte di Capodanno del 1971, la mafia "bombardò" con esplosivi militari la sede dell’Ente Minerario Siciliano, del Municipio, degli assessorati regionali all’agricoltura, al lavoro e alla sanità.
Un'escalation che giunse nel gennaio del 1980 all'omicidio di Piersanti Mattarella, all'epoca presidente della Regione Siciliana e del generale Carlo Alberto dalla Chiesa, prefetto di Palermo, nel 1982. Poi vi fu il periodo delle stragi del 1992, a Capaci e in via d'Amelio, dove morirono i giudici Giovanni Falcone e Paolo Borsellino e le loro scorte. Dopo le stragi fu deciso di inviare l'esercito in Sicilia, con l'Operazione Vespri siciliani.

## L'elezione diretta di sindaci e del presidente

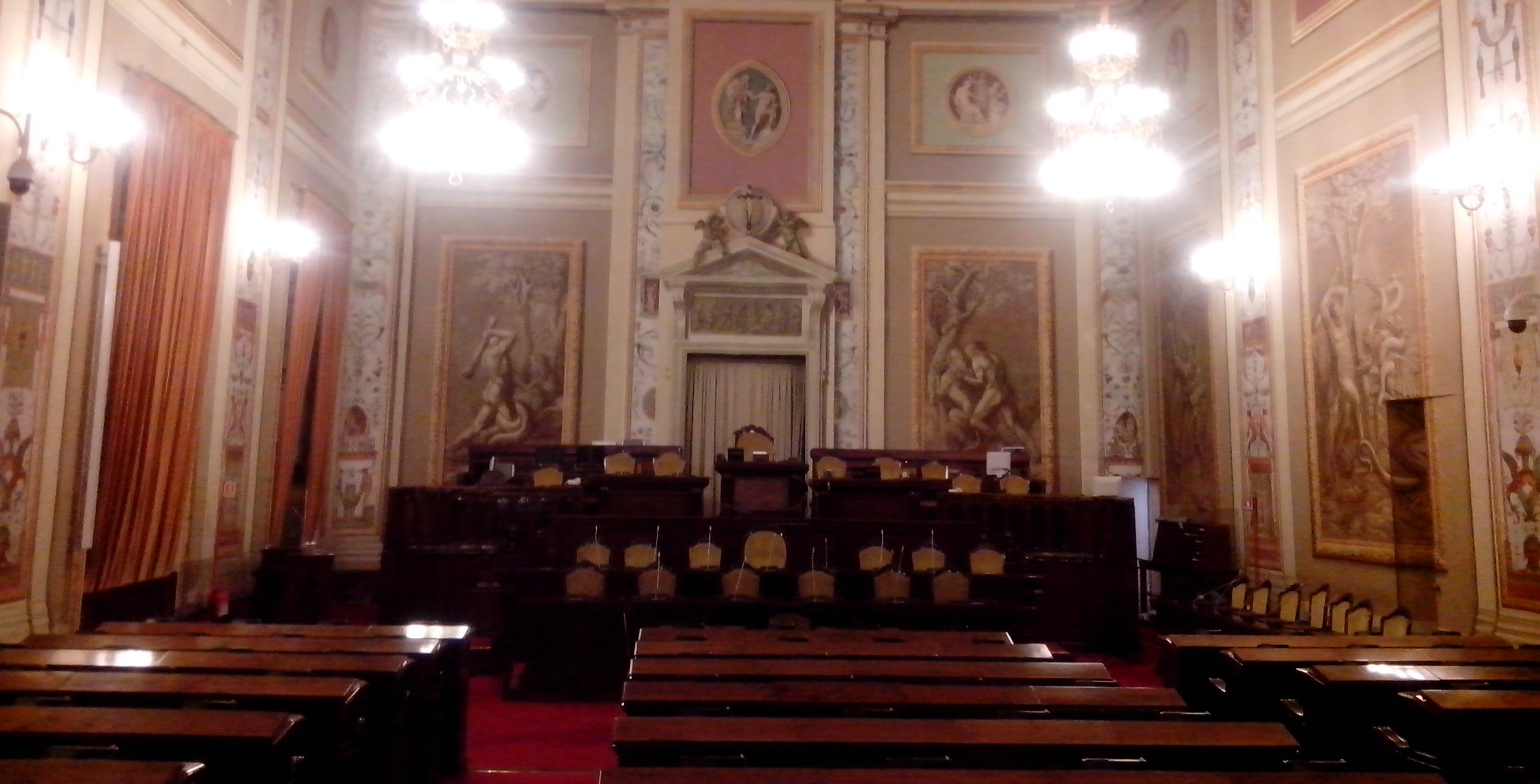
Sala d'Ercole, l'aula parlamentare dell'ARS

Ma l'autonomia ebbe anche aspetti positivi: nel 1992 l'Ars approva, prima del parlamento italiano, la legge per l'elezione diretta di sindaci e presidenti della provincia.
I governi di centro-sinistra si succederanno per un trentennio, tra alterne vicende, fino alla tangentopoli siciliana, che vedrà negli anni 1992-1995 inquisiti oltre la metà dei 90 deputati dell'Assemblea regionale siciliana, compresi il presidente della Regione, il DC Rino Nicolosi, e quello dell'Ars Paolo Piccione del PSI (che anni dopo verrà prosciolto). Fino al 1996, quando viene eletto il primo presidente di una coalizione di centrodestra, Giuseppe Provenzano, mentre nel 1998, con un ribaltone, diventa presidente Angelo Capodicasa, primo ex PCI alla guida della Regione.
Nel 2001 la prima elezione diretta del presidente della Regione, che vedrà il CDU Salvatore Cuffaro, superare l'ex sindaco di Palermo Leoluca Orlando. Nel 2006 Cuffaro, passato all'UDC, sebbene rinviato a giudizio per favoreggiamento, viene rieletto, superando Rita Borsellino, sorella del giudice Paolo, assassinato dalla mafia. Nel gennaio 2008 Cuffaro dovrà dimettersi per la condanna in primo grado a 5 anni.
Il presidente del 57º governo della Regione, eletto il 14 aprile 2008 è Raffaele Lombardo, leader di un partito autonomista, l'MPA, che ha sconfitto Anna Finocchiaro del Partito Democratico.
Il 31 luglio 2012 Lombardo si dimette dinanzi l'Assemblea regionale siciliana dalla carica di presidente con alcuni mesi di anticipo rispetto alla scadenza naturale del mandato prevista per l'aprile 2013..
Resta in carica per l'ordinaria amministrazione fino alle elezioni anticipate, previste dallo statuto speciale entro tre mesi. Il 28 ottobre 2012 viene eletto a turno unico, con il 30,47% dei voti, Rosario Crocetta del PD, che si insedia il 10 novembre successivo. Viene approvata una riforma elettorale che porta i deputati regionali da 90 a 70 dalle successive elezioni.
Il 5 novembre 2017 viene eletto, sempre a turno unico, con il 39,85% dei voti l'esponente della destra siciliana Nello Musumeci, sostenuto da una coalizione di centro-destra, cui succede nell'ottobre 2022, con 42,39% delle preferenze, l'ex presidente del Senato Renato Schifani.